# Megarafonus yahiorum
Megarafonus yahiorum är en skalbaggsart som först beskrevs av Chandler 1983.  Megarafonus yahiorum ingår i släktet Megarafonus och familjen kortvingar. Inga underarter finns listade i Catalogue of Life.